# Aldo Carotenuto
Pour les articles homonymes, voir Carotenuto.
Aldo Carotenuto (né à Naples le 25 janvier 1933 et mort à Rome, le 13 février 2005) est un psychologue jungien, écrivain et enseignant auprès de l'université de Rome; il fut aussi une des figures de proue de la psychologie jungienne à l'international, tant par l'influence qu'il a eue sur les institutions jungiennes que sur les travaux jungiens.

## Biographie
Né à Naples en 1933, il a étudié d'abord dans sa ville, pour ensuite partir à Turin et y achever ses études. 
Puis il est parti aux États-Unis, où il a fréquenté l'École de psychologie expérimentale de la "New School for Social Research" de New-York. Il est devenu membre de l'Association américaine de psychologie (APA). 
De retour en Italie, il a obtenu une chaire de Psychologie de la personnalité auprès de  l'université des Études de Rome, où il a poursuivi ses recherches, surtout autour de la pensée de Carl Gustav Jung, tout en poursuivant son activité d'analyste.
Il a publié de nombreux ouvrages sur les thèmes chers à son parcours d'études: le mythe, la culture occidentale, l'histoire de la psychologie, la psychologie analytique, le rapport entre analyste et patient, les émotions, la créativité.
Il a contribué à la diffusion de la pensée jungienne. De son œuvre Journal d'une symétrie secrète (1980), fut réalisé un film dirigé par Roberto Faenza, L'Âme en jeu (Prendimi l'Anima, 2003), dans lequel est décrite la relation entre Carl Gustav Jung et Sabina Spielrein, sa patiente devenue à son tour psychanalyste dans l'ex-Union Soviétique.

## Ouvrages
- Gli istinti nell'uomo (en collaboration avec G. V. Caprara, A. De Coro), Venise, Marsilio, 1976
- Senso e contenuto della psicologia analitica, Turin, Boringhieri, 1977 (nuova edizione riveduta 1990)
- Jung e la cultura italiana, Rome, Astrolabio, 1977
- Psiche e inconscio, Venise, Marsilio, 1978
- Psicologia della liberazione, Milan, Moizzi, 1979
- La scala che scende nell'acqua. Storia di una terapia analitica, Turin, Boringhieri, 1979
- Diario di una segreta simmetria. Sabina Spielrein tra Jung e Freud, Rome, Astrolabio, 1980
- Il labirinto verticale, Rome, Astrolabio, 1981
- Discorso sulla metapsicologia, Turin, Boringhieri, 1982
- L'autunno della coscienza, Turin, Boringhieri, 1985
- La colomba di Kant. Transfert e controtransfert nella relazione analitica, Milan, Bompiani, 1986
- Eros e pathos. Margini dell'amore e della sofferenza, Milan, Bompiani, 1987
- La nostalgia della memoria. Il paziente e l'analista, Milan, Bompiani, 1988
- La chiamata del Daimon. Gli orizzonti della verità e dell'amore in Kafka, Milan, Bompiani, 1989
- Le rose nella mangiatoia. Metamorfosi e individuazione nell'Asino d'oro di Apuleio, Milan, Raffaello Cortina, 1990
- Amare Tradire. Quasi un'apologia del tradimento, Milan, Bompiani, 1991
- Trattato di psicologia della personalità e delle differenze individuali, Milan, Raffaello Cortina, 1991
- Integrazione della personalità, Milan, Bompiani, 1992
- Trattato di psicologia analitica (a cura di), Turin, UTET, 1992
- Dizionario Bompiani degli psicologi contemporanei (a cura di), Milan, Bompiani, 1992
- I sotterranei dell'anima, Milan, Bompiani, 1993
- Riti e miti della seduzione, Milan, Bompiani, 1994
- Jung e la cultura del XX secolo, Milan, Bompiani, 1995
- La strategia di Peter Pan, Milan, Bompiani, 1995
- Le lacrime del male, Milan, Bompiani, 1996
- La mia vita per l'inconscio, Rome, Di Renzo Editore (it), 1996
- Il fascino discreto dell'orrore, Milan, Bompiani, 1997
- L'eclissi dello sguardo, Milan, Bompiani, 1997
- Lettera aperta a un apprendista stregone, Milan, Bompiani, 1998.
- Vivere la distanza, Milan, Bompiani, 1998.
- Attraversare la vita, Milan, Bompiani, 1999.
- Breve storia della psicoanalisi, Milan, Bompiani, 1999.
- Il fondamento della personalità, Milan, Bompiani, 2000.
- Pensare l'invisibile (e con Edoardo Boncinelli), Milan, Bompiani, 2000
- L'ultima Medusa, Milan, Bompiani, 2001
- L'anima delle donne, Milan, Bompiani, 2001
- Il gioco delle passioni. Dinamiche dei rapporti amorosi, Milan, Bompiani, 2002.
- Freud. Il perturbante, Milan, Bompiani, 2002.
- Nel mondo dei sogni, Rome, Di Renzo Editore (it), 2003
- L'ombra del dubbio. Amleto nostro contemporaneo, Milan, Bompiani, 2003
- Il tempo delle emozioni, Milan, Bompiani, 2003
- Oltre la terapia psicologica, Milan, Bompiani, 2004
- La forza del male, Milan, Bompiani, 2004